# 褚锦锋
褚锦锋（1966年3月—），陕西富平人，汉族，中国共产党党员。中华人民共和国政治人物、第十三届全国人民代表大会陕西省代表。

## 生平
2018年，褚锦锋被选为陕西省出席第十三届全国人民代表大会代表。